# Александр-Селькирк

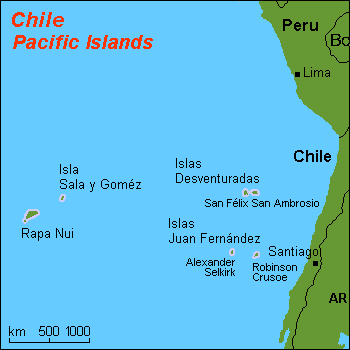
Остров Алекса́ндр-Сельки́рк на карте юго-восточной части Тихого океана

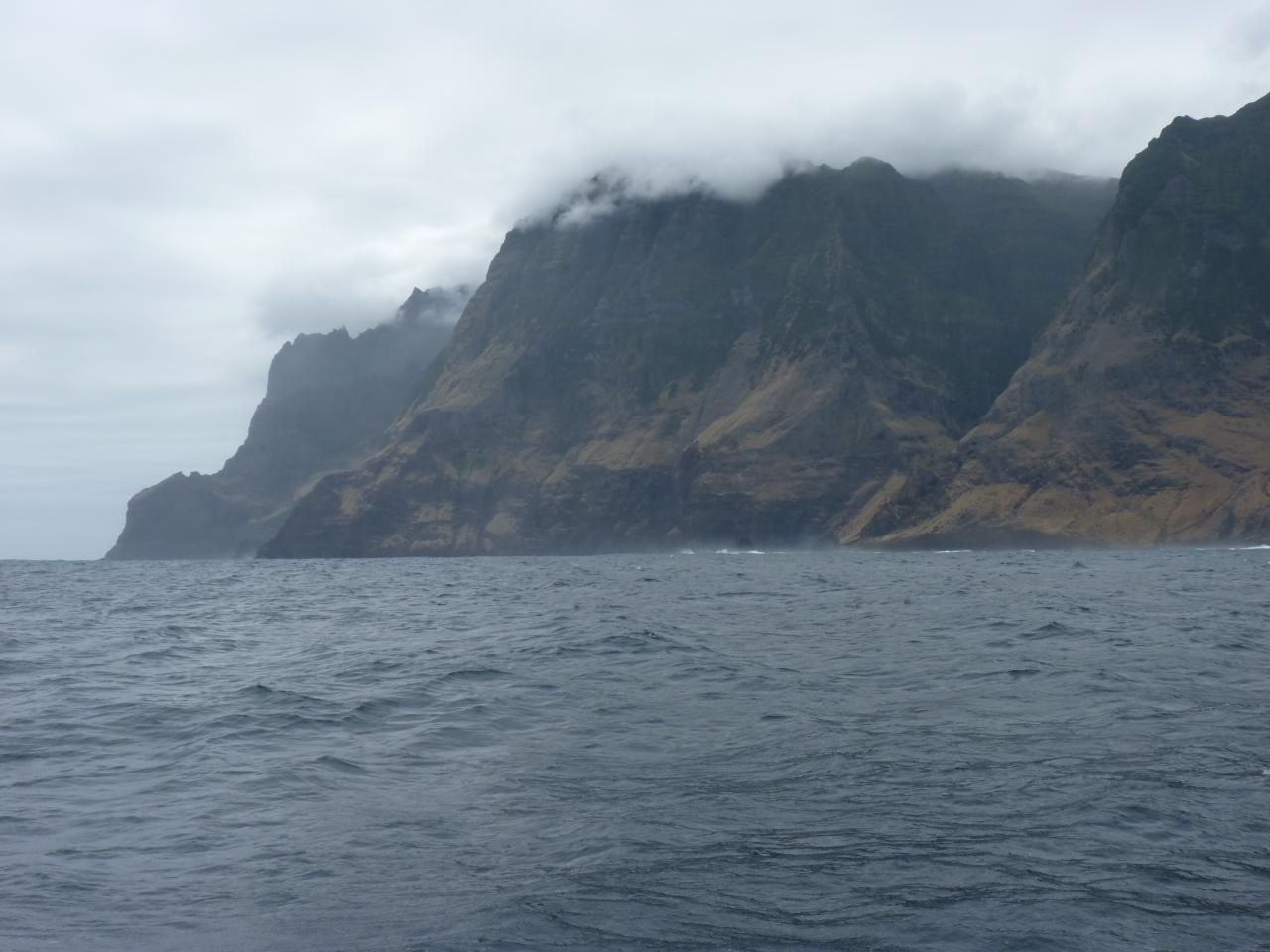
Вид на остров Алекса́ндр-Сельки́рк

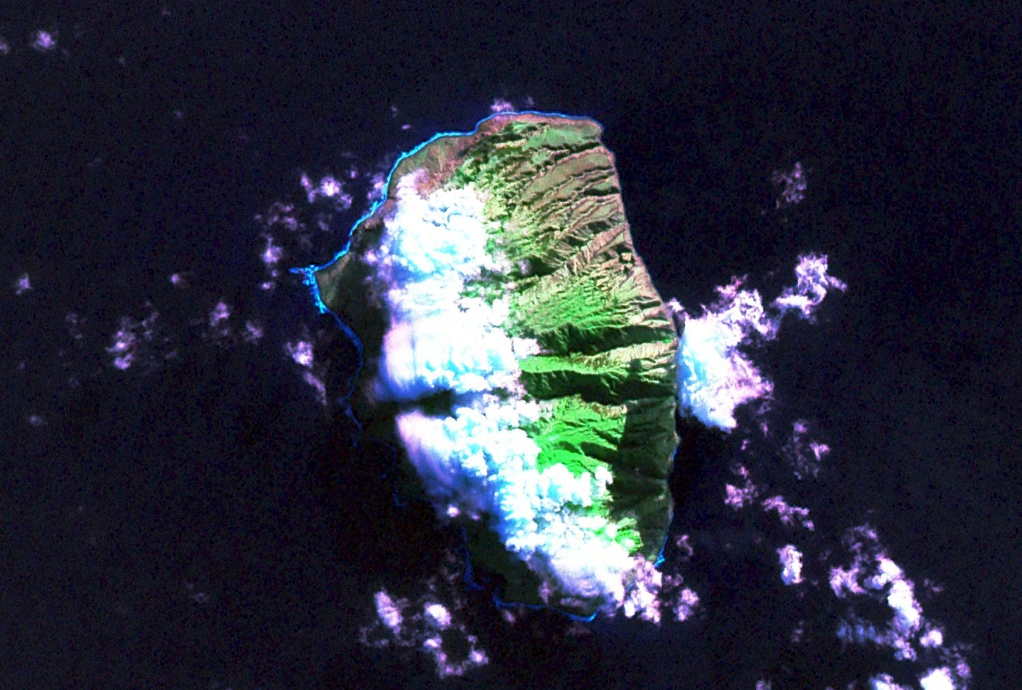
Космический снимок острова Алекса́ндр-Сельки́рк на карте юго-восточной части Тихого океана

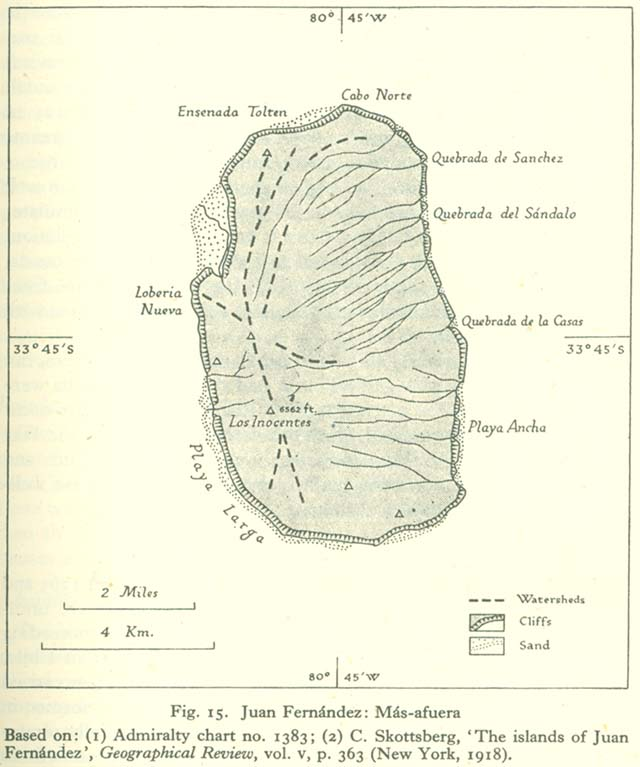
Карта острова Алекса́ндр-Сельки́рк (1918).

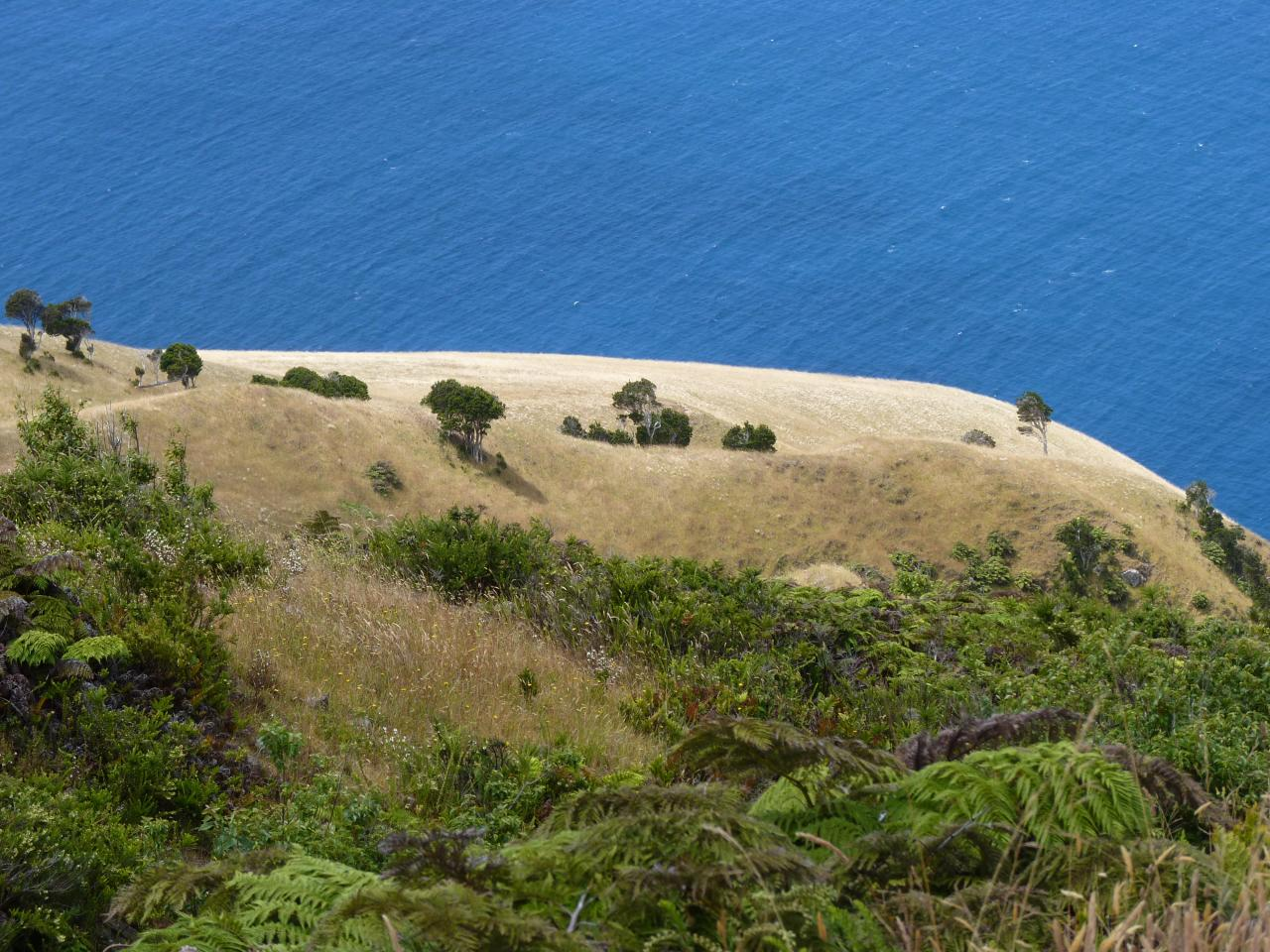
Дорога от ущелья Лас Касас до сектора Ла Кучара

Алекса́ндр-Сельки́рк (исп. Isla Alejandro Selkirk, ранее Isla Más Afuera («наиболее отдалённый»)) — второй по величине остров архипелага Хуан-Фернандес, расположенного в Тихом океане в 700 км к западу от Чили и в 150 км западнее двух других островов архипелага (Робинзон-Крузо и Санта-Клара). Административно остров является частью чилийской области Вальпараисо.

## География
Площадь составляет 49,5 км². Его самой высокой точкой является гора Серро-де-лос-Инносентес (1329 м), высоты до 1000 м достигают и береговые скалы. Сам остров изрезан горными хребтами и глубокими ущельями. На восточном берегу расположено небольшое поселение, в котором в 2012 году проживало 57 человек.

## История
Современное название острова восходит к шотландскому моряку Александру Селькирку, которого в 1704 году высадили на расположенном в 160 км к востоку острове Мас-а-Тьерра. Острова были впервые открыты 22 ноября 1574 года испанским мореплавателем Хуаном Фернандесом. Первый остров, нынешний остров Робинзона Крузо, он назвал Más a Tierra, что в переводе означает «ближайший к материку». Вторым он обнаружил Más Afuera («дальнейший от материка»), сегодняшний остров Александр-Селькирк. Его судьба послужила для писателя Даниэля Дефо фабулой знаменитого романа «Робинзон Крузо». Сегодня остров, на котором несколько лет прожил Александр Селькирк, носит имя литературного героя, а в честь самого Селькирка назван этот, соседний остров архипелага. С 1818 года острова Хуана Фернандеса принадлежат Чили. В начале XIX века архипелаг стал служить местом ссылки для патриотически настроенных борцов за независимость Чили от Испании. Многие годы они жили в пещерах, в том числе и будущие президенты Мануэль Бланко Энкалада и Агустин Эйсагирре. Во время Первой мировой войны, 14 марта 1915 года на острове Más a Tierra причалил немецкий крейсер «Дрезден», преследуемый тремя английскими крейсерами, которые потопили его артиллерийским огнем, а экипаж сдался чилийским властям. В наше время на этом месте стоит памятник.
Климат
Хотя климат на архипелаге находится под сильным влиянием холодного течения Гумбольдта (исп. Corriente de Humboldt), или Перуанского тихоокеанского течения, он характеризуется, как умеренный средиземноморский. Среднегодовая температура воздуха на острове — +15,6 °C, t варьируется от +4 °C (зимнее время) до +34 °C (летнее время). Зимой здесь бывает дождливо и относительно прохладно, при среднемесячной t воздуха ок. + 7-10 °C.